# Brachygaster globiceps
Brachygaster globiceps är en stekelart som beskrevs av Pierre L. G. Benoit 1953. Brachygaster globiceps ingår i släktet Brachygaster och familjen hungersteklar. Inga underarter finns listade.